# Digga D
Rhys Angelo Emile Herbert (Ladbroke Grove, London, 2000. június 29.) művésznevén Digga D brit rapper. A 1011 nevű UK drill kollektíva tagjaként szerzett hírnevet, amit később CGM-re keresztelték át. A mai UK drill egyik úttörőjeként tartják számon.

## Diszkográfia
- Double Tap Diaries (2019)
- Made in the Pyrex (2021)
- Noughty by Nature (2022)
- Back To Square One (2023)

## Filmográfia
| Év   | Cím                             | Szerep | Megjegyzések           |
| ---- | ------------------------------- | ------ | ---------------------- |
| 2020 | Defending Digga D               | önmaga | BBC dokumentációs film |
| 2023 | 11 Steps Forward, 10 Steps Back | önmaga | dokumentációs film     |
| 2024 | Szupersejt                      | Chucky | 2 epizód               |